# Edmundo Marculeta
Edmundo Marculeta Goicoechea (San Sebastián, 6 de abril de 1923 - Barcelona, 3 de mayo de 1989) fue un dibujante de historietas español, que trabajó fundamentalmente para el mercado exterior, y también pintor. Usaba seudónimos como Boris Tunder, Galeteo, Marcou, Marcouleta o Marcouletta. 

## Biografía
Edmundo Marculeta inició su carrera en los cuadernos de aventuras de editoriales como Valenciana con series como Los Vengadores de la India (1941), de muy breve vida. Mayor éxito, aunque el mismo dibujo tosco, tuvieron Barton y Fredín (1942) y Julio y Ricardo (1943), las cuales constituyen sendas imitaciones de Flash Gordon y Jorge y Fernando en su primera parte. Sus continuaciones de 1944 se extienden por otros derroteros argumentales.
También en 1944 dibuja la apocalíptica El Vengador del mundo, adaptación del folletín homónimo de Fidel Prado Duque.
A partir de entonces, Marculeta trabajaría para el mercado exterior. 
En 1970, comenzó a publicar en Suecia las andanzas de Gino Minestrone. En 1977, cuando visita Estados Unidos por primera vez, conoce a Eric Staton, con quien trabajaría en varias series.